# Heteroschistis
Heteroschistis là một chi bướm đêm thuộc phân họ Olethreutinae trong họ Tortricidae.

## Các loài
- Heteroschistis actaea (Meyrick, 1911)